# Konkara
Konkara est une localité située dans le département de Gaoua de la province du Poni dans la région Sud-Ouest au Burkina Faso.

## Géographie
Konkara est situé à environ 10 km au nord-est de Gaoua.

## Santé et éducation
Le centre de soins le plus proche de Konkara est le centre de santé et de promotion sociale (CSPS) de Tonkar (secteur 7 de la ville de Gaoua) tandis que le centre hospitalier régional (CHR) de la province se trouve à Gaoua.